# Paris-Manhattan
Paris-Manhattan è un film del 2012 diretto da Sophie Lellouche.
Il film, primo lungometraggio della regista francese, ha inaugurato l'Alliance Française French Film Festival in Australia il 2 aprile 2012.

## Trama
Alice è una ragazza parigina che lavora in una piccola farmacia ed è una  fanatica di Woody Allen; infatti tra i vari scaffali di medicine allestisce  una piccola videoteca per cure "alternative" con i dvd dei suoi film e ha persino conversazioni immaginarie con un poster che lo ritrae appeso nella sua camera.  
Mentre la sorella maggiore, avvocato, ha un bel matrimonio ed una figlia, lei non sembra trovare la sua anima gemella nonostante la sua premurosa famiglia continui a creare le circostanze per farle incontrare possibili partner. In una di queste Alice fa la casuale conoscenza di Victor, esperto di antifurti, e così diverso da lei da incuriosirla. Poi conosce anche Vincent, più giovane e affascinante, e che condivide i suoi stessi interessi. I due iniziano a frequentarsi fino a quando un giorno il ragazzo le annuncia la sua intenzione di trasferirsi a New York, gettando Alice nello sconforto.
Victor, innamorato, trova altre occasioni per avvicinare Alice che intanto però si preoccupa per la sorella, che sospetta sia tradita dal marito. In realtà le cose non stanno così ed Alice comprende quanto sia complicato il rapporto di coppia e quanto possano ingannare certe apparenze. Quanto a se stessa, si rende conto che l'amore non va ricercato nella perfezione, e così, guidata da un po' di sano istinto, dimentica Vincent, corre da Victor e incontra Woody Allen in persona, di passaggio a Parigi.

## Distribuzione
Il film è stato distribuito nelle sale italiane dall'8 novembre 2012.

## Citazioni e riferimenti
La pellicola fa diversi riferimenti espliciti e non alla filmografia di Woody Allen che è l'idolo della protagonista che vi si confronta e confida in dialoghi immaginari. In particolare vi sono brani da Tutto quello che avreste voluto sapere sul sesso* *ma non avete mai osato chiedere, Hannah e le sue sorelle e Misterioso omicidio a Manhattan. Inoltre quando la protagonista va al cinema è ben visibile il manifesto del film Match Point del (2005).